# Pycnocycla
Pycnocycla is een geslacht uit de schermbloemenfamilie (Apiaceae). De soorten komen voor in Afrika, in een strook van Guinee tot in Somalië, op het Arabisch schiereiland, in Iran en in India.

## Soorten
- Pycnocycla acanthorhipsis Rech.f., Aellen & Esfand.
- Pycnocycla aucheriana Decne. ex Boiss.
- Pycnocycla bashagardiana Mozaff.
- Pycnocycla cephalantha Rech.f. & Riedl
- Pycnocycla cespitosa Boiss. & Hausskn.
- Pycnocycla flabellifolia (Boiss.) Boiss.
- Pycnocycla glauca Lindl.
- Pycnocycla ledermannii H.Wolff
- Pycnocycla musiformis Hedge & Lamond
- Pycnocycla nodiflora Decne. ex Boiss.
- Pycnocycla prostrata Hedge & Lamond
- Pycnocycla saxatilis Danin, Hedge & Lamond
- Pycnocycla sheilae Chaudhary
- Pycnocycla spinosa Decne.
- Pycnocycla tomentosa Decne.

... · 
Aciphylla · 
Actinotus · 
Aegopodium · 
Aethusa · 
Ammi (Akkerscherm) · 
Anethum · 
Angelica (Engelwortel) · 
Anisotome · 
Anthriscus (Kervel) · 
Apium (Moerasscherm) · 
Artedia · 
Astrantia (Sterrenscherm) · 
Athamanta · 
Azorella · 
Berula · 
Bifora · 
Bunium · 
Bupleurum (Goudscherm) · 
Carum (Karwij) · 
Caucalis · 
Chaerophyllum (Ribzaad) · 
Cicuta · 
Conium · 
Conopodium · 
Coriandrum · 
Crithmum · 
Cuminum · 
Daucus · 
Eryngium (Kruisdistel) · 
Falcaria · 
Ferula · 
Foeniculum · 
Heracleum (Berenklauw) · 
Levisticum · 
Myrrhis · 
Oenanthe (Torkruid) · 
Orlaya · 
Pastinaca (Pastinaak) · 
Petroselinum (Peterselie) · 
Peucedanum (Varkenskervel) · 
Pimpinella (Bevernel) · 
Pycnocycla ·
Sanicula · 
Scandix · 
Selinum · 
Silaum · 
Sium · 
Smyrnium (Zwarte kervel) · 
Steganotaenia · 
Thapsia · 
Thaspium · 
Thecocarpus · 
Tiedemannia · 
Tilingia · 
Torilis (Doornzaad) · 
Xanthosia · 
...